# Trimma fucatum
Trimma fucatum är en fiskart som beskrevs av Richard Winterbottom och Ronald Vernon Southcott 2007. Trimma fucatum ingår i släktet Trimma och familjen smörbultsfiskar. Inga underarter finns listade i Catalogue of Life.